# 상서원
상서원(尙瑞院)은 1392년에 상서사로 조선의 행정 기관으로 출발하였으나 1466년에 공식기구가 된 이조의 속아문이다. 임금의 옥새의 관리와 병부를 비롯한 여러 가지 부패 및 절월(節鉞)에 관한 일을 담당하였다. 대한민국 행정부의 행정안전부의 의정관실과 중앙수사부에 해당한다.
어대(魚袋) 제도가 없는 명나라의 복식제도에 영향을 받아 조선시대 관리 복식은 신분을 증명하는 어대가 없다.

## 구성
| 품계          | 관직           | 정원      | 비고                                             |
| ------------- | -------------- | --------- | ------------------------------------------------ |
| 정3품         | 정(正)         | 1명       | 승정원 도승지가 겸직.                            |
| 종4품         | 첨정(僉正)     | 1명       | 1683년(숙종 9) 신규 증원                         |
| 종5품         | 판관(判官)     | 1명       |                                                  |
| 종5품         | 판관(判官)     | 1명       |                                                  |
| 종6품 ~ 종8품 | 주부(主簿)     | 1명 / 2명 | 1683년(숙종 9) 감원 1886년(고종 23) 2명으로 증원 |
| 종7품         | 직장(直長)     | 1명       |                                                  |
| 정8품         | 부직장(副直長) | 2명       |                                                  |

그밖에 서리로는 서원(書員) 2명, 사령(使令) 1명이 있고, 군사는 기본 2명 이상이 배치되었다.

## 참고 문헌
- 『고려사(高麗史)』
- 『태조실록(太祖實錄)』
- 『세조실록(世祖實錄)』
- 『성종실록(成宗實錄)』
- 『연산군일기(燕山君日記)』
- 『중종실록(中宗實錄)』
- 『선조실록(宣祖實錄)』
- 『정조실록(正祖實錄)』
- 『고종실록(高宗實錄)』
- 『경국대전(經國大典)』
- 『대전회통(大典會通)』
- 『증보문헌비고(增補文獻備考)』
- 『육전조례(六典條例)』

## 같이 보기
- 국새
- 옥새
- 마패
- 어사